# Поцит Валерий Месала
Поцит Валерий Месала (на латински: Potitus Valerius Messala; * 70 пр.н.е.; † 17 пр.н.е.) e политик на ранната Римска империя през 1 век пр.н.е.

## Произход и политическа кариера
Произлиза от фамилията Валерии. Син е на Марк Валерий Месала Руф и брат на Марк Валерий Месала (консул 32 пр.н.е.).
През 32 пр.н.е. e претор, 25 – 23 пр.н.е. проконсул в Азия. През 29 пр.н.е. той e суфектконсул. През 19 – 18 пр.н.е. e легат и претор в Сирия. От 43 пр.н.е. до 17 пр.н.е. e в колегията Quindecimviri sacris faciundis.

## Фамилия
Поцит Месала има двама сина:
- Маний Валерий Месала Поцит
- Луций Валерий Месала Волез